# Kevin Johnson (sprinter)
Edwin Luther Kevin Johnson (ur. 4 września 1949 w Nassau, zm. 8 marca 2016 we Freeport) – bahamski lekkoatleta (sprinter), olimpijczyk.

## Życiorys
Z zawodu był policjantem (w stopniu nadinspektora). Prowadził firmę „Mr. Clean Maintenance, Landscaping and Janitorial Service”. 
Dwukrotny uczestnik igrzysk olimpijskich (IO 1968, IO 1972). Na igrzyskach w Meksyku wystąpił w dwóch konkurencjach. W biegu na 200 m dotarł do fazy ćwierćfinałowej – zajął przedostatnie 7. miejsce w pierwszym wyścigu ćwierćfinałowym (21,41 s), co było 26. rezultatem tej fazy zawodów. W sztafecie 4 × 100 m dotarł do półfinału, w którym Bahamczycy zostali zdyskwalifikowani. W biegu eliminacyjnym, Bahamczycy z Johnsonem w składzie uzyskali wynik 39,45 s, który był rekordem kraju przez 25 lat. Cztery lata później był rezerwowym w sztafecie 4 × 100 m, w której ostatecznie nie wystartował. Pobiegł za to w zawodach indywidualnych na dystansie 100 i 200 m, w obu przypadkach odpadając w pierwszej rundzie. W biegu eliminacyjnym na 100 m zajął 6. miejsce (10,91 s – 66. czas wśród 85 zawodników), zaś na dystansie 200 m 5. miejsce w wyścigu eliminacyjnym (21,70 s – 40. wynik wśród 57 sprinterów). 
Na Igrzyskach Imperium Brytyjskiego i Wspólnoty Brytyjskiej 1966 wystartował w trzech konkurencjach. W biegach na 100 i 220 jardów odpadł w eliminacjach, natomiast w eliminacjach sztafety 4 × 110 jardów drużyna bahamska została zdyskwalifikowana.
W 1971 roku wystąpił na igrzyskach panamerykańskich, ponownie startując w trzech konkurencjach. Odpadł w eliminacjach na 200 m (21,70 s), a także dotarł do półfinału na 100 m (10,64 s w eliminacjach i 10,74 s w półfinale). Pobiegł także w bahamskiej sztafecie 4 × 100 m, która zajęła 6. miejsce w biegu finałowym (40,92 s).
Zmarł w 2016 roku z powodu niewydolności serca. Dwa lata wcześniej został przyjęty do Bahamian National Hall of Fame.
Rekordy życiowe: bieg na 100 m – 10,64 (1971), bieg na 200 m – 21,22 (1968).